# Coffin Hill
Coffin Hill — серия комиксов, которую в 2013—2015 годах издавала компания Vertigo.

## Синопсис
Однажды Ева Коффин, типичная представительница золотой молодёжи, приходит в себя в лесу голой и вся в крови и не понимает, что произошло. Действие серии разворачивается в городке Коффин Хилл.

## Коллекционные издания
| Название                                | Тип            | Дата выхода     | Собранный материал | Кол-во страниц | ISBN                       | Предполагаемый объём продаж (первый месяц) |
| --------------------------------------- | -------------- | --------------- | ------------------ | -------------- | -------------------------- | ------------------------------------------ |
| Coffin Hill Vol. 1: Forest of the Night | Мягкая обложка | 14 мая 2014     | Coffin Hill #1-7   | 168            | 978-1401248871, 140124887X | 2 885, позиция в Северной Америке — 23     |
| Coffin Hill Vol. 2: Dark Endeavors      | Мягкая обложка | 11 февраля 2015 | Coffin Hill #8-14  | 160            | 978-1401250843, 140125084X | 1 539, позиция в Северной Америке — 46     |
| Coffin Hill Vol. 3: Haunted Houses      | Мягкая обложка | 14 октября 2015 | Coffin Hill #15-20 | 160            | 978-1401254360, 1401254365 | 1 194, позиция в Северной Америке — 107    |

## Отзывы
На сайте Comic Book Roundup серия имеет оценку 7,7 из 10 на основе 88 рецензий. Мелисса Грей из IGN дала первому выпуску 8,8 балла из 10 и похвалила художников. Келли Томпсон из Comic Book Resources также осталась довольна их работой. Рецензент из PopMatters поставил дебюту оценку 9 из 10 и написал, что «в Coffin Hill Киттредж использует жанры [повествования], как гроссмейстер — шахматные фигуры». Джен Апрахамян из Comic Vine вручила первому выпуску 4 звезды из 5 и посчитала, что «возможно, одним из самых интригующих аспектов этой новой серии является пелена тайны вокруг её главной героини». Роб Макмонигал из Newsarama дал дебюту 6 баллов из 10 и отметил, что «эта новая серия начинается интересно».